# أوسترالوبيثيكس سيديبا
أوسترالوبيثسكُس سيديبا هو نوع من الأوسترالوبيثيكُس الموجودة في العصر البليستوسيني المبكر، وحُدد على أساس بقايا أحفورية يرجع تاريخها إلى حوالي مليون سنة مضت. يُعرف هذا النوع من ستة هياكل عظمية اكتُشفت في موقع ملابا الأحفوري -وهو موقع تراث عالمي يقع في جنوب أفريقيا- وتشمل هذه الهياكل العظمية: ذكر يافع وأنثى بالغة وذكر بالغ وثلاثة أطفال. عثر على هذه الحفريات في قاع كهف ملابا حيث انتهت حياتهم به، ويرجع تاريخهم مابين 1.980 و1.977 مليون عام.
استُخرج أكثر من 220 جزء من الأنواع حتى الآن، ووُصف الهيكل العظمي الجزئي –في البداية- في ورقتين في صحيفة ساينس من قِبل عالم مستحثات البشر لي روجرز بيرجر من جامعة ويتواترسراند وجوهانسبرغ وزملائه بأنه اكتشاف حديث لسلف بشري بدائي يسمى أوسترالوبيثكُس سيديبا. خلصت مقالة لاحقة أن أوسترالوبيثكُس سيديبا له سمات مميزة عن كل من أوسترالوبيثكُس أفريكانوس(أوسترالوبيثيكوس الأفريقي) وهوموهابيلس الأصغر، ولكنه يشترك معهما في بعض الخواص التشريحية.
ربما عاش أسترالوبيثكس سيديبا في السافانا ولكنه أكل الفاكهة وغيرها من الأطعمة من الغابة وهذا سلوك مماثل لشامبانزي السافانا في العصر الحديث. كانت الظروف التي دفن فيها الأفراد وتحجروا ظروفًا غير عادية، حيث سمحت باستخراج نباتات نباتية من لويحة سنية.

## الاكتشاف
عُثر على أول عينة من أوسترالوبيثكُس سيديبا من قِبل ابن عالم المستحثات البشرية لي بيرجر البالغ من العمر تسع سنوات، وذلك في 5 أغسطس 2008، حيث عثر ماثيو على عظم متحجر أثناء استكشافه بالقرب من موقع حفر والده في التلال الدولوميتية شمال جوهانسبرغ في محمية ملابا الطبيعية. نبه الصبي والده إلى ما اكتشفه حيث لم يصدق ما رآه؛ فقد كانت عبارة عن ترقوة بشرية، وعندما قلب الكتلة الحجرية وجد بالجزء الخلفي فك سفلي به سن. تبين أن الحفرية تنتمي إلى ذكر يافع يبلغ ارتفاعه 4 أقدام (1.27 م)، وقد اكتشف فريق بيرغر جمجمته في مارس 2009، وأُعلن عن هذا الاكتشاف للجمهور في 8 أبريل 2010.
وُجد أيضًا في موقع ملابا الأثري مجموعة متنوعة من أحافير الحيوانات، بما في ذلك السنور سيفي الأنياب والسموريات والظباء. ربما تكون الأجساد قد جرفت إلى مياه ذات قاع رملي وغنية بالجير، مما سمح للبقايا بأن تكون متحجرة.

## تقديرات العمر
قُدر عمر الحفرية باستخدام مزيج من التقنية المغناطيسية القديمة والتأريخ بنظائر اليورانيوم-الرصاص، حيث أظهرت أن الحفريات ليست أقدم من مليوني سنة. يدل وجود أنواع حيوانية انقرضت عند حوالي 1.5مليون سنة على أن تلك الحفرية المتحجرة ليست أقل من 1.5 مليون سنة.
لدى تلك الرواسب قطبية مغناطيسية طبيعية، والفترة الرئيسية الوحيدة بين 2.0 و 1.5 مليون سنة عندما حدث ذلك، كان في نطاق أولدفاي الزمني بين 1.95 و 1.78 مليون سنة. وفقًا لذلك، كانت الحفريات مؤرخة في الأصل إلى 1.95 مليون سنة.

## التشكل والتفسيرات
بسبب مجموعة واسعة من سمات التطور الفسيفسائي المعروضة في كل من التشكل القحفي وما بعد القحفي، يقترح المؤلفون إلى أن أوسترالوبيثكُس سيديبا قد يكون نوعًا انتقاليًا بين أوسترالوبيثكُس أفريكانوس -الموجود في جنوب أفريقيا- وهومو هابيلس(الإنسان الماهر)، أو حتى هومو إريكتوس(الإنسان المنتصب) في وقت لاحق.
السعة القحفية ل MH1(الذكر اليافع) والتي تقدر بحوالي 95% من سعة البالغين (420 سم3)، تقع في الطرق الأعلى من نطاق أوسترالوبيثكُس أفريكانوس، وبعيدًا عن النطاق الأدنى للهومو المبكر(631 سم3)، لكن حجم الفك السفلي والأسنان شبيه بما يتوقع أن نجده في الإنسان المنتصب. لذلك، إذا نُظر إلى هذه السمات بعيدًا عن البقايا الهيكلية الأخرى، فيمكن تصنيفها على أنها هومو بناءً على الأسنان وحجم الفك السفلي. ومع ذلك، إذا نظرنا إلى تباعد نتوءات الأسنان، فستصنف على أنها أوسترالوبيثكُس.
بغض النظر عما إذا كان أوسترالوبيثيكُس سيديبا سلفًا مباشرًا لهومو بدائي أم لا، فإن العثور على هذه العينات الجديدة قد زاد فهمنا لمدى التباين الموجود في أشباه البشر البدائيين.
عظم الفخذ والساق مجزآن، لكن القدم تجمع بين عظم الكاحل المتقدم مع الكعب البدائي. تقدر سعة الجمجمة بحوالي 420-450 سم 3، أي حوالي ثلث قدرة البشر الحديثين (1200 سم 3).
كان لأوسترالوبيثكُس سيديبا يد حديثة بشكل مدهش، حيث تشير قبضته الدقيقة إلى أنها ربما كانت من أسترالوبيثكس صانع أدوات آخر. يمكن رؤية أدلة تشير إلى الدقة التي تُمسك وتُنتج بيها الأدوات الحجرية من خلال ميزات تشبه الموجودة في الهومو مثل الإبهام الطويل والأصابع القصيرة. يشبه المعصم شبه الكامل لامرأة بالغة من ملابا بجنوب أفريقيا ذلك الموجود في أوسترالوبيثيكُس، حيث يتشابهان في بعض السمات مثل نظام المثنية القوي المرتبط بالتحرك الشجري.
يعتبر الكاحل من نوع أوسترالوبيكُس سيديبا المُحافظ عليه والمُفصل بشكل جيد، شبيهًا بالبشر من حيث الشكل والوظيفة، وهناك بعض الأدلة التي تبرهن على ذلك مثل وجود وتر أخيل الشبيه بالإنسان البشري. وبالرغم من ذلك، فإن أوسترالوبيثكُس يشبه القردة العليا في امتلاك عظم عقبي أكثر نحافة وكعب وسطي أكثرقوة مما كان متوقعًا. هذا يشير إلى أن أوسترالوبيثكُس سيديبا قد مارس مزيجًا من الحركة الثنائية على قدمين والتحرك الشجري.
على عكس مؤلفي الوصف الأولي الذين قاموا بتفسير كل من الحفريتين كنوع انتقالي محتمل بين أسترالوبيثكس وهومو، فإن علماء مستحاثات البشر يمانعون في القيام بذلك. في مقال إخباري مصاحب نُشر مع الأوصاف الأولية في عام 2010، يقترح منتقدوا فكرة أن أوسترالوبيثكُس سيديبا قد يكون يلف للهومو أن تلك الحفريات قد تكون شعبة حديثة من جنوب أفريقيا لأوسترالوبيثكوس، وتتعايش مع أفراد الهومو الموجودين بالفعل حينها.
يعتمد هذا التفسير على الملاحظة التي تشير إلى أن الفك السفلي -الذي اكتشفه فريدمان شرينك- من حفرية عمرها 2.5 مليون عام ترجع إلى إنسان بحيرة رودولف (هومو رودولفينسيس) هي أقدم حفرية معروفة ترجع إلى الهومو، ومن المفترض أن تكون هذه العينة أقدم من أحافير أوسترلوبيثكُس سيديبا.
يستمر هؤلاء النقاد في نسب الأوسترلوبيثكُس أفريكانوس إلى سلائف الجنس هومو. أثيرت انتقادات في تقرير إخباري عن الاكتشاف في الطبيعة، مما يشير إلى أن مؤلفي الوصف الأولي فشلوا في مراعاة ثروة التباين داخل أوسترلوبيثكُس أفريكانوس عند تعريف الاكتشافات على أنها نوع مستقل.
بالإضافة إلى ذلك، تعرض أساس وصف الأنواع على أنه هيكل عظمي لعينة ذكر يافع للنقد، بالنظر إلى أنه لا توجد طريقة معينة للقول إلى أي مدى سيختلف البالغون عن عينات اليافعين. يبدو أن المراجعات الأكثر حداثة قد قبلت الحالة المحددة لأوسترالوبيثكُس سيديبا كنوع مستقل عن الأوسترالوبيكوس أفريكانوس وغيره من أشباه البشر البدائيين. علاوة على ذلك، كان استخدام عينات اليافعين كعينة نمطية ممارسة شائعة في علم مستحاثات البشر؛ حيث أن عينات الإنسان الماهر(هومو هابيلس) وأوسترالوبيثيكوس أفريكانوس هي نفسها عينات لليافعين.